# Grammitis paramicola
Grammitis paramicola är en stensöteväxtart som beskrevs av Luther Earl Bishop. Grammitis paramicola ingår i släktet Grammitis och familjen Polypodiaceae. Inga underarter finns listade.